# Mendiola (Vitoria)
Mendiola es un concejo del municipio de Vitoria, en la provincia de Álava, País Vasco (España).

## Localización
El concejo se sitúa a unos 3 kilómetros al sur de Vitoria, en las primeras estribaciones de los Montes de Vitoria. El acceso al pueblo por carretera se realiza desde el barrio vitoriano de Adurza.

## Geografía

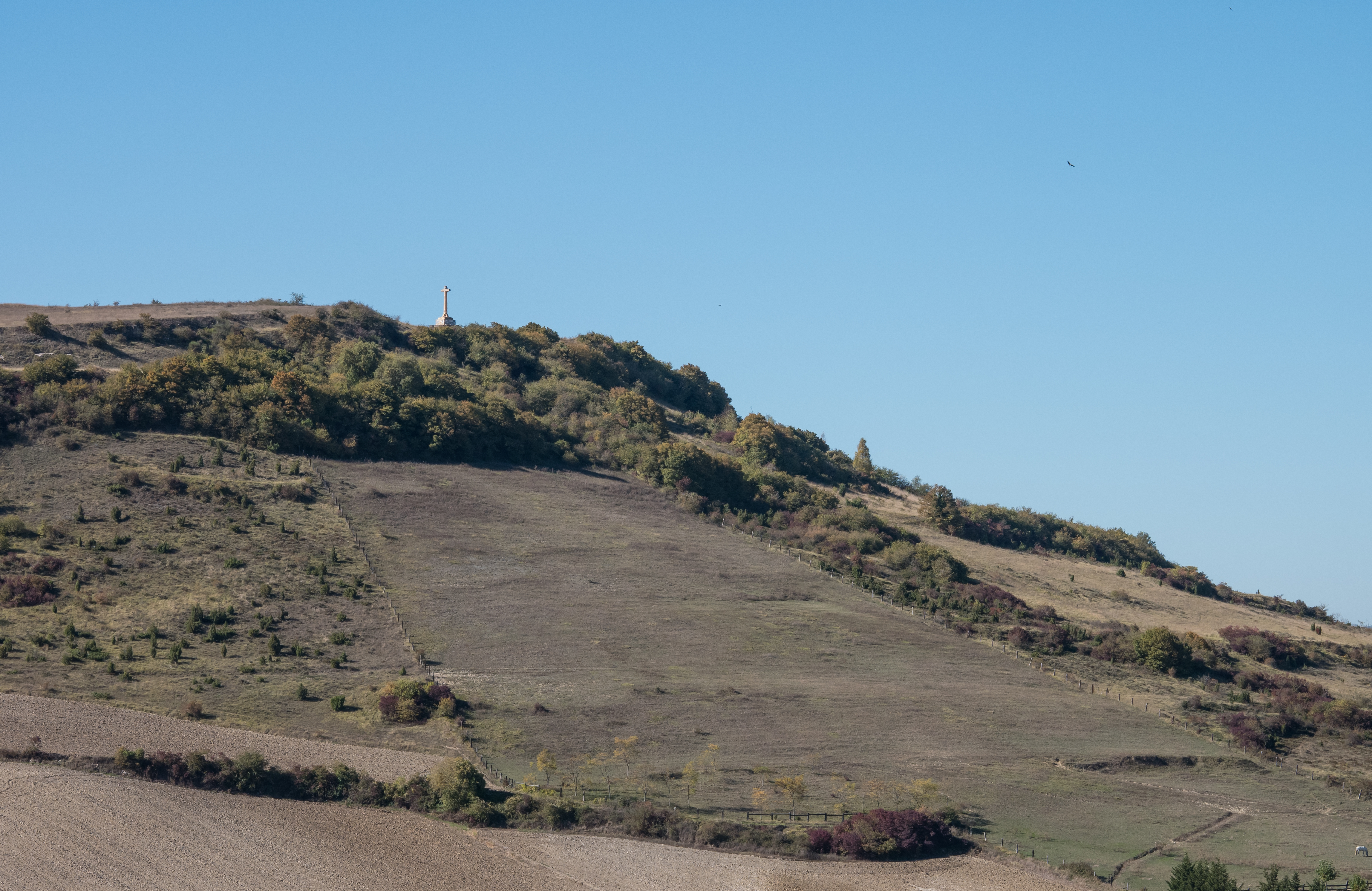
Monte Olárizu visto desde Mendiola

El concejo se ubica a la salida de 2 valles, flanqueado al este por el monte Arcacha (649 metros de altitud) y al oeste por el de Santa Cruz, actualmente conocido como monte de Olárizu (de 709 metros). En la cima de este monte se construyó en 1951, una gran cruz de hormigón en cuya base todavía se puede leer la inscripción: Santa Misión de Vitoria / 4-19-XI-1951

## Despoblados
Forman parte del concejo los despoblados de:
- Campanabea.[1]
- Olárizu.[2]
- San Juan de Mendiola.[3]

Forman parte del concejo una fracción de los despoblados de:
- Meana.[4]
- Olarán.[5]

## Historia

### Antigüedad
El taller de sílex de El Gritadero y su posible homólogo de Fuente la Mina, indican la presencia humana al menos desde el Eneolítico (2500 a. C.) y la Edad del Bronce (1500 a. C.).  La presencia de estos yacimientos no es infrecuente dentro del marco de los Montes de Vitoria ya que en esta pequeña cadena montañosa se han localizado en los últimos años varios hallazgos de similares características.
Posteriormente se creó un poblado prerromano fortificado y de nombre desconocido, en la parte alta del monte de Santa Cruz (Kutzemendi en euskera): Sus pobladores debieron de dominar parte de las tierras de La Llanada, de los Montes de Vitoria y de Treviño, hasta su definitiva dependencia del poder romano (a partir de los siglos I y II d. C.).

### Edad Media
Posteriormente, este territorio se colonizará de forma masiva a partir de la Edad Media, con la formación de pequeñas aldeas rurales: desde el actual concejo de Mendiola, hasta los ya desaparecidos de Olarán, Olárizu, San Juan de Mendiola, Campanabea y Meana. La permanencia del concejo a lo largo de todo este tiempo y la desaparición de los demás a partir del siglo XV, debió estar en consonancia con el propio devenir histórico del lugar y también con los procesos económicos, no pudiendo superar en unos casos la crisis agrícola y demográfica de la Baja Edad Media, provocada por la alta mortalidad a causa de las hambrunas y pestes, fundamentalmente. La fundación de la villa de Vitoria a fines del siglo XII (1181), pudo atraer a muchos de los habitantes de los pueblos próximos, en un intento de mejorar sus modos de vida. De esta forma se desmarcarían de las exacciones y cargas impositivas nobiliarias, hecho éste que también incidiría en el despoblamiento de estas pequeñas aldeas, a excepción, claro está, de Mendiola, que resistió esta coyuntura.
Mendiola viene citado por vez primera como «Mendiolha» en el siglo XI —tributando en el año 1025 al monasterio de San Millán de la Cogolla (La Rioja) 3 rejas da arado de hierro, junto con las aldeas de Olárizu y Adurza, más tarde también despobladas—. Su nombre parece hacer referencia a la existencia de una antigua ferrería del monte tal y como apuntó el historiador Julio Caro Baroja, en su Historia General del País Vasco (1980). Los topónimos con el componente -ola- son bastante frecuentes en la zona, por lo que no sería extraño pensar que su origen pudo surgir a partir de la actividad ferrera en los Montes de Vitoria durante la Alta Edad Media. La existencia aquí de arbolado y madera abundante, posibilitaban el establecimiento de ferrerías forestales, que fueron decayendo a partir del siglo XIV, cuando se generalizó el uso de la energía hidráulica en este tipo de actividades industriales.
El concejo pasó a depender de la villa de Vitoria a partir del año 1258, cuando fue ampliada la jurisdicción vitoriana gracias a la donación que resolvió el rey de Castilla Alfonso X (el Sabio) a favor de la Cofradía de Arriaga. Fue el 18 de agosto de ese año cuando el monarca castellano confirmó en Segovia, el pacto alcanzado entre los cofrades nobles alaveses y las villas de Vitoria y Salvatierra —representadas por él—, según el cual los nobles cedían 16 aldeas a favor de las villas. Mendiola es, por tanto, una de las nueve aldeas viejas que se agregaron a Vitoria, como concesión de los caballeros alaveses para, de alguna manera, limitar la expansión de estas villas, con las que mantenían —y seguirían manifestando en siglos posteriores— serias disputas.

### Guerra de la Independencia
Durante la Guerra de la Independencia, el 4 de julio de 1812, aconteció en Mendiola una breve escaramuza bélica. La división de guerrilleros navarros del general Francisco Espoz y Mina se situó en un monte que domina el pueblo de Castillo. Después de analizar el terreno, fue enviada parte de la caballería a tomar Gardélegui, a la vez que 2 escuadrones se encaminaron al concejo, que también estaba ocupada por las tropas francesas. Tras una rápida incursión en el pueblo, los guerrilleros se apoderaron de varios caballos. Poco más tarde se desencadenó una gran ofensiva que culminó con la derrota del ejército del general francés Caffarelli, que se retiró al abrigo de Vitoria.

### SiglosXIXyXX
A mediados del siglo XIX, cuando tenía ayuntamiento propio, adscrito al de Elorriaga, tenía 150 habitantes. Aparece descrito en el undécimo tomo del Diccionario geográfico-estadístico-histórico de España y sus posesiones de Ultramar de Pascual Madoz de la siguiente manera:

MENDIOLA: l. con ayunt. de Elorriaga, en la prov. de Alava, part. jud. de Vitoria (¾ leg.), aud. terr. de Burgos, c. g. de las Provincias Vascongadas y dióc. de Calahorra (18): sit. entre 2 colinas poco elevadas sirviendo de cabecera á una estensa llanura que hay hácia el N.; le combaten los vientos N., S. y O.; disfruta de clima sano, aunque se padecen algunas indisposiciones. Tiene 34 casas, un palacio próximo a derruirse, escuela de primera educacion para ambos sexos, dotada con 24 fan. de trigo, igl. parr. (La Asuncion), servida por 2 beneficiados perpétuos, de patronato del cabildo, con títulos de curas, y para surtido de los vec. 2 fuentes en la pobl. y varias en sus inmediaciones, de aguas comunes y saludables. El térm. confina N. Vitoria; E. Olazu; S. Monasterioguren, y O. Castillo y Gardelegui; comprendiendo en su circunferencia algunos montes sin arbolado. El terreno es de mediana calidad; le atraviesan 2 arroyos que unidos toman el nombre de r. Recalcor. caminos: los locales, en estado regular. El correo} se recibe en Vitoria por los interesados. prod.: trigo, cebada, avena, yeros, alholva, habas, patatas, maiz y arbejas; cria de ganado vacuno, lanar y caballar; caza de perdices, codornices y liebres. ind.: un molino harinero. pobl.: 26 vec., 150 alm. riqueza. y contr.: con su ayunt. (V.)
(Madoz, 1848, p. 375)

Décadas después, ya en el siglo XX, se describe de la siguiente manera en el tomo de la Geografía general del País Vasco-Navarro dedicado a Álava y escrito por Vicente Vera y López:

Matauco.—Aldea distante de Vitoria 2,784 metros, con 38 edificios de dos pisos y 2 de uno; tiene 203 habitantes de hecho y derecho, de los que son varones 107 y hembras 96. Su parroquia, rural de primera clase, está dedicada á Santa María y pertenece al arciprestazgo de Armentia. Tiene una escuela incompleta con clase para adultos. Limita, al N., con Vitoria; al S., con Monasterioguren; al E., con Otazu y al O. con Castillo. Sus tierras, de mediana calidad, están regadas por dos arroyos que forman el riachuelo Recaleor, tributario del Zadorra; produce cereales, legumbres y hortalizas; cría ganado vacuno, caballar y lanar.

En esta aldea existen las ruinas de una casa-palacio. Comunica con Vitoria por un camino vecinal, y es una de las aldeas viejas agregadas en 1258. Sus vecinos disfrutan el aprovechamiento del monte comunal de Campanavea, de 170 hectáreas, plantado de robles.
(Vera y López, 1915-1921, pp. 354-355)

## Demografía
El concejo cuenta en 2018 con 210 habitantes según el Padrón Municipal del Ayuntamiento de Vitoria.
| Gráfica de evolución demográfica de Mendiola entre 2000 y 2018                                           |
| |
| Población (2000-2017) según los censos de población del INE. Población según el padrón municipal de 2018 |

## Economía
En la actualidad, el pueblo ha perdido casi por completo su dedicación agro-ganadera tradicional, sustituyéndose por la de uso residencial, con la construcción de numerosas casas y chalés de nueva planta y la rehabilitación de algunas de las viviendas rurales. A principios de siglo, se producían aquí cereales, legumbres, patatas y hortalizas, compaginando estos cultivos con la cría de ganado vacuno, caballar y ovino.

## Cultura

### Patrimonio
- Iglesia parroquial de la Asunción de Nuestra Señora. Casi toda ella, obra del siglo XVI, aunque se observan algunos elementos que apuntan hacia la existencia de un templo anterior, posiblemente gótico tardío. El templo ya existiría con anterioridad al siglo XV, ya que se tiene noticia de una obra en la iglesia hacia 1467.

### Patrimonio inmaterial
Celebra sus fiestas el 15 de agosto (Asunción de Ntra. Sra.).